# Samguk Sagi
Das Samguk Sagi („Chronik der Drei Königreiche“) ist eine mittelalterliche koreanische Schrift, welche die Zeit der Drei Königreiche (1. Jahrhundert v. Chr.- 7. Jahrhundert n. Chr.) schildert. Sie wurde im Jahr 1145 von Kim Bu-sik (金富軾) im Klassischen Chinesisch verfasst und ist das älteste noch erhaltene Werk über die antike Geschichte Koreas aus der Zeit der Drei Reiche.
Das Samguk Sagi umfasst 50 Bände (gwon 권卷, ursprünglich „Schriftrolle“):
- Aufzeichnungen über Silla (Nagi; 나기; 羅紀 oder Silla bongi, 신라본기, 新羅本紀) (12 Bände)
- Aufzeichnungen über Goguryeo (Yeogi; 여기; 麗紀 oder Goguryeo bongi, 고구려본기, 高句麗本紀) (10 Bände)
- Aufzeichnungen über Baekje (Jegi; 제기; 濟紀 oder Baekje bongi, 백제본기, 百濟本紀) (6 Bände)
- Zeittafeln (Yeonpyo, 연표, 年表) (3 Bände)
- Monographien (auch als „Abhandlungen“ übersetzt) (ji, 지, 志) (9 Bände): verschiedene weitere Aufzeichnungen u. a. über Kultur, Zeremonien, Musik, Geographie und offizielle Ämter
- Biographien (yeoljeon, 열전, 列傳) (10 Bände)

Sie referenziert vor allem die Gu-Samguksa (舊三國史) „Alte Chronik der Drei Königreiche“ und erwähnt unter anderem die Werke auf die Gu-Samguksa sich stützt, wie der Hwarang-Segi (花郞世記) und den originellen Chroniken der drei Reiche.

## Übersetzungen
Die einzige vollständige Übersetzung des Samguk Sagi ist eine dreiteilige russische Edition übersetzt von Michail Nikolajewitsch Pak, die 1959, 1995 und 2002 erschien. Einzelne Abschnitte wurden seit 1969 ins Englische übersetzt. Derzeit bemüht sich das koreanische Institut der University of Hawaii um eine Zusammenstellung der Annalen der Reiche Silla und Goguryeo.